# 20. stoljeće pr. Kr.
◄ | 3. tisućljeće pr. Kr. | 2. tisućljeće pr. Kr. | 1. tisućljeće pr. Kr. | ►
◄ | 22. stoljeće pr. Kr. | 21. stoljeće pr. Kr. | 20. stoljeće pr. Kr. |19. stoljeće pr. Kr. | 18. stoljeće pr. Kr. | ►
1990-ih pr. Kr. | 1980-ih pr. Kr. | 1970-ih pr. Kr. | 1960-ih pr. Kr. | 1950-ih pr. Kr. | 1940-ih pr. Kr. | 1930-ih pr. Kr. | 1920-ih pr. Kr. | 1910-ih pr. Kr. | 1900-ih pr. Kr.
20. stoljeće pr. Kr. je je razdoblje koje je trajalo od 2000. pr. Kr. do 1901. pr. Kr..

## Događaji
- 2000. pr. Kr. – Dolazak predaka Latina u Italiju.
- 2000. pr. Kr. – Pretpostavlja se da je osnovan grad Mantova.
- 2000. pr. Kr. – Vjeruje se da je dovršena izgradnja Stonehengea.
- 2000. pr. Kr. – Poljodjelci i stočari putuju na jug iz Etiopije i nastanjuju se u Keniji.
- 2000. – 1000. pr. Kr. – Dinastija Shang u Kini, Olmečka civilizacija (Srednja Amerika).
- 2000. pr. Kr. – Konji pripitomljeni i korišteni za transport.
- cca. 2000. pr. Kr. - Počinje propadanje Harapske civilizacije.
- 2064. pr. Kr. – 1986. pr. Kr. – Ratovi dinastija-blizanaca u Egiptu.
- 1991. pr. Kr. – Egipat: Faraon Mentuhotep IV umire. Kraj Jedanaeste dinastije. Faraon Amenemhat I počinje vladati. Početak Dvanaeste dinastije.
- c. 1991. – 1785. pr. Kr. – Grobovi isklesani u stijeni u Beni Hasanu. Dvanaesta dinastija.
- c. 1962. – 1895. pr. Kr. – "Vodenkonj" iz groba Senbija (guvernera) (Grob B.3) u Meiru je napravljen. Dvanaesta dinastija. Danas je u njujorškom muzeju Metropolitan.
- 27. veljače 1953. pr. Kr. Blisko poklapanje planeta vidljivih golim okom kada su planete međusobno udaljene 4,3 stupnja.
- 1932. pr. Kr. – amorićansko osvajanje Ura.
- c. 1928. – 1895. pr. Kr. – "Scena žetve", faksimil napravljen temperom od Nina de Garis Davies kojim se kopirala zidna slika u grobu Khnumhotepa, u Beni Hasanu. Dvanaesta dinastija.
- 1913–1903. pr. Kr. – Egipatsko-nubijski rat.

## Rođenja
- 1973. pr. Kr. – Reu, sin Pelegov, prema Hebrejskom kalendaru.
- 1941. pr. Kr. – Serug, sin Reuov, prema Hebrejskom kalendaru.
- 1911. pr. Kr. – Nahor, sin Serugov, prema Hebrejskom kalendaru.

## Pronalasci, otkrića, pojave
- 2000. pr. Kr. – Prvi pisani izvori o shizofreniji.
- 1950. pr. Kr. – Bakrena ploča od jednog kubita u Nipuru određuje sumerski kubit na 51,72 cm

## Vanjske poveznice
|  | Zajednički poslužitelj ima još gradiva o temi 20. stoljeće pr. Kr. |